# Bataille de Chantonnay (17 mars 1793)
Pour les articles homonymes, voir Bataille de Chantonnay.
Guerre de Vendée
Batailles
La première bataille de Chantonnay se déroule le 17 mars 1793 lors de la guerre de Vendée. Elle s'achève par la victoire des républicains qui reprennent la ville de Chantonnay aux Vendéens.

## Prélude

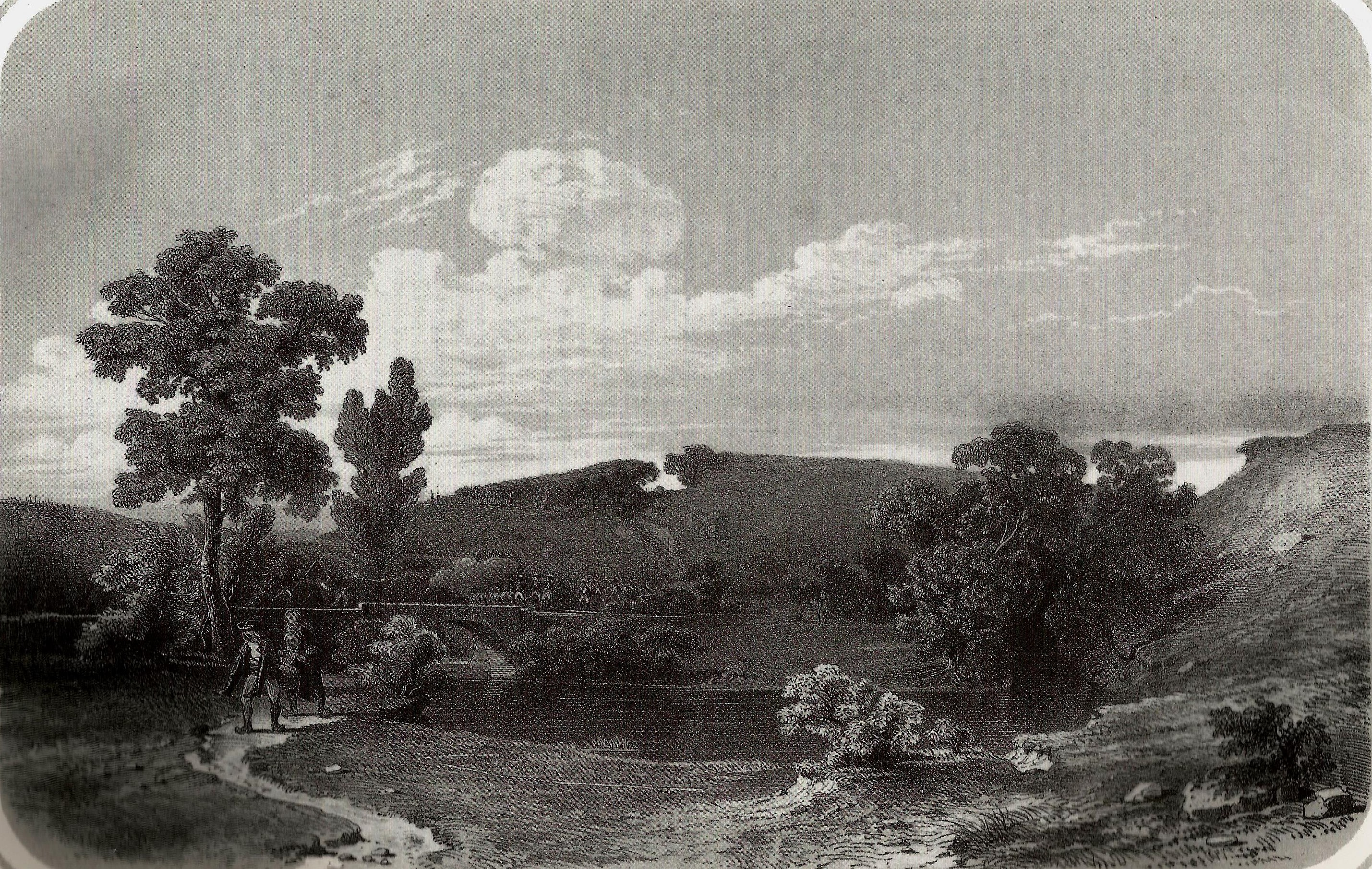
Le Pont-Charron, dessin de Thomas Drake et lithographie d'Henri Daniaud, 1856.

Le 12 mars, 3 000 insurgés vendéens, menés par Charles de Royrand, Sapinaud de La Verrie et Sapinaud de La Rairie, viennent prendre position aux Quatre-Chemins, à L'Oie, au carrefour des routes de Nantes à La Rochelle et des Sables-d'Olonne à Saumur,. Deux jours plus tard, voulant en disputer le contrôle, la garde nationale de Fontenay-le-Comte est surprise dans une embuscade et prend la fuite sans combattre,,. Elle laisse entre 25 et 30 tués et se replie sur Sainte-Hermine. Laparra, secrétaire du directoire du département de la Vendée, est capturé et fusillé.
Le 15 mars, les insurgés attaquent Chantonnay et prennent le bourg après un combat contre 200 gardes nationaux de Fontenay,,,. Ils se replient ensuite un peu plus au nord, sur Saint-Vincent-Sterlanges.
Le 16 mars, venu de La Rochelle, le général républicain Louis de Marcé arrive à Sainte-Hermine,. Il est alors à la tête de 1 200 à 1 300 hommes avec sept canons. Il prend cependant rapidement position au Pont-Charron, sur le Grand Lay, au sud de Chantonnay, pour empêcher les insurgés de le détruire.

## Déroulement
Le 17 mars, les républicains se portent sur Chantonnay,. Marcé laisse une partie de ses forces en réserve au Pont-Charron et, accompagné du colonel Boulard et du représentant Niou, il avance avec une avant-garde de 500 hommes et deux canons,. Les insurgés attaquent alors, et le combat s'engage entre Chantonnay et Saint-Vincent-Sterlanges. Il dure six heures, sous une pluie presque continuelle. L'affrontement s'achève par une victoire facile des républicains, dont l'artillerie a effrayé les paysans à découvert sur la plaine,. Les vaincus se replient sur le camp de L'Oie.
Marcé reste à Chantonnay, où il reçoit un millier d'hommes en renfort,. Il annonce alors son intention de poursuivre sa marche jusqu'à Nantes.

## Pertes
Le lendemain, le représentant en mission Joseph Niou annonce la victoire à la Convention nationale en louant la « valeur de nos frères d'armes et la bonne conduite des chefs »,. Il affirme que les rebelles ont laissé plus de 100 des leurs sur le terrain. Dans son rapport au ministre de la guerre, le général Marcé écrit que les rebelles ont laissé un nombre « considérable » de morts et de blessés, ainsi que les trois petites pièces qui constituaient leur artillerie. Une dépêche des administrateurs de Fontenay-le-Comte fait quant à elle état de la mort de 40 révoltés,. Ce bilan de 40 morts est également donné par les historiens Émile Gabory et Roger Dupuy,. En plus des trois canons,, les insurgés perdent aussi 1 200 rations de pain et 1 200 cartouches.
D'après Niou et Marcé, les pertes républicaines ne s'élèvent qu'à trois blessés : deux officiers et un cavalier,. Ces deux officiers, blessés « très légèrement », sont le lieutenant-colonel Laborie et le capitaine de gendarmerie Garnier.